# Эйс Худ
Антуа́н Фра́нклин Макко́листер (англ. Antoine Franklin McColister; род. 11 мая 1988, Порт-Сент-Луси, Флорида), более известный под сценическим именем Эйс Худ (англ. Ace Hood), — американский рэпер и автор-исполнитель. В 2008 году он подписал контракт с лейблом продюсера DJ Khaled We the Best Music Group в рамках совместного предприятия с Def Jam Recordings. Он выпустил четыре студийных альбома, самыми успешными из которых стали Blood, Sweat & Tears (2011) и Trials & Tribulations (2013). В эти альбомы вошли его самые популярные синглы «Hustle Hard» и «Bugatti» (при участии Фьючера и Рика Росса) соответственно. В 2016 году Макколистер объявил о своем уходе из We the Best Music и в настоящее время работает как независимый артист.

## Дискография

### Студийные альбомы
| Название                             | Детали                                                                                                 | Высшие позиции в чартах | Высшие позиции в чартах | Высшие позиции в чартах | Продажи  |
| Название                             | Детали                                                                                                 | США                     | США R&B                 | США Рэп                 | Продажи  |
| ------------------------------------ | --- | ----------------------- | ----------------------- | ----------------------- | -------- |
| Gutta                                | - Выпущен: 18 ноября 2008 - Лейблы: We the Best, Def Jam - Форматы: CD, LP, цифровое скачивание        | 36                      | 5                       | 2                       | - 24,700 |
| Ruthless                             | - Выпущен: 30 июня 2009 - Лейблы: We the Best, Def Jam - Форматы: CD, цифровое скачивание              | 23                      | 5                       | 2                       | - 19,700 |
| Blood, Sweat & Tears                 | - Выпущен: 9 августа 2011 - Лейблы: We the Best, Def Jam - Форматы: CD, цифровое скачивание            | 8                       | 3                       | 2                       | - 26,000 |
| Trials & Tribulations                | - Выпущен: 16 июля 2013 - Лейблы: We the Best, Cash Money, Republic - Форматы: CD, цифровое скачивание | 4                       | 2                       | 2                       | - 60,000 |
| Mr. Hood                             | - Выпущен: 29 мая 2020 - Лейблы: Hood Nation, Empire - Формат: цифровое скачивание                     | —                       | —                       | —                       |          |
| M.I.N.D. (Memories Inside Never Die) | - Выпущен: 25 февраля 2022 - Лейблы: Hood Nation, Empire - Формат: цифровое скачивание                 | —                       | —                       | —                       |          |

## Награды и номинации
| Год  | Номинация                                 | Номинируемая работа                                             | Результат |
| ---- | ----------------------------------------- | --------------------------------------------------------------- | --------- |
| 2011 | Лучший клубный бэнгер                     | «Hustle Hard»                                                   | Номинация |
| 2011 | Лучший совместный проект, дуэт или группа | «Hustle Hard (Remix)» (совметсно с Риком Россом и Лилом Уэйном) | Номинация |
| 2013 | Лучший клубный бэнгер                     | «Bugatti» (совместно с Фьючером and Риком Россом)               | Номинация |
| 2013 | Best Collabo, Duo or Group                | «Bugatti» (совместно с Фьючером and Риком Россом)               | Номинация |

### Комментарии
1. 1 2 3  За первую неделю
2. ↑  По состоянию на август 2013